# 吴国村
吴国村（？—），广东湛江人，中国男子跳水运动员、教练员。他曾在泰国曼谷举办的1978年亚洲运动会中获得跳水男子3米跳板项目金牌。